# Bruno Laakko
Bruno Laakko, född 19 juni 1907 i USA, död 12 december 1989 i Marquette, Michigan, var en amerikafinländsk musiker och kapellmästare.
Laakko föddes av finländska föräldrar i USA. Sommaren 1938 vistades Laakko i Kemi, där orkestern Dallapé råkade konsertera. Han anmälde sitt intresse för orkestern, som ombad honom att hämta några instrument och visa sina färdigheter. Laakko kom sedan tillbaka med en saxofon och en basklarinett och improviserade ett nummer, som liknade Benny Goodmans musikstil. Dallapés medlemmar blev imponerade och Laakko upptogs i orkestern, där han var aktiv i ett år. Laakko bildade sedan en egen orkester, Lepakot, som uppträdde vid en restaurant på Kajsaniemigatan i Helsingfors. Under vinterkriget återvände Laakko till USA och besökte Finland på nytt efter kriget.